# مونيك ميركيور
مونيك ميركيور (بالإنجليزية: Monique Mercure)‏ (و. 1930  م) هي ممثلة مسرحية، وممثلة أفلام كندية، ولدت في مونتريال.

## جوائز
حصلت على جوائز منها:
- نيشان الرتبة الوطنية لكيبيك من رتبة ضابط أكبر (2010)[10]
- جائزة دينيس بيليتييه [الإنجليزية]‏
- شريك وسام كندا
- زمالة الجمعية الملكية الكندية.

## وصلات خارجية
- مونيك ميركيور على موقع IMDb (الإنجليزية)
- مونيك ميركيور على موقع ألو سيني (الفرنسية)
- مونيك ميركيور على موقع أول موفي (الإنجليزية)
- مونيك ميركيور على موقع قاعدة بيانات الأفلام السويدية (السويدية)
- مونيك ميركيور على موقع ديسكوغز (الإنجليزية)
- مونيك ميركيور على موقع قاعدة بيانات الفيلم (الإنجليزية)
- مونيك ميركيور على موقع كينوبويسك (الروسية)